# Laver Cup 2024
La Copa Laver 2024, oficialment conegut com a Laver Cup 2024, és un esdeveniment de tennis masculí que enfronta un equip europeu amb un equip de la resta del món. La setena edició del torneig es va celebrar entre el 20 i el 22 de setembre de 2024 sobre pista dura interior al Uber Arena de Berlín (Alemanya).

## Format
Els partits disputats el primer dia estan valorats amb un punt, els del segon dia amb dos, i els del tercer dia amb tres punts. Es disputen quatre partits cada dia (tres individuals i un de dobles), de manera que hi ha un total de 24 punts disponibles i guanya el primer equip a arribi a 13 punts. Amb aquest sistema de puntuació, cap equip pot esdevenir guanyador fins a l'últim dia.

## Participants
El 8 de novembre de 2023, Carlos Alcaraz va ser el primer jugador a confirmar la seva participació en l'equip de la europeu (Team Europe). Al 8 de febrer de 2024 s'hi van unir Daniïl Medvédev i Alexander Zverev.
Les primeres nominacions de l'equip de la resta del món (Team World) es van confirmar a l'11 d'abril de 2024 amb Alex de Minaur, Taylor Fritz i Tommy Paul. Poc després, Rafael Nadal i Ben Shelton també van anunciar la seva participació.
El 17 de juliol es va anunciar l'alineació final de l'equip europeu amb l'addició de Casper Ruud i Stéfanos Tsitsipàs, mentre que l'alineació de l'equip mundial es va confirmar el 19 d'agost de 2024 amb Frances Tiafoe i Alejandro Tabilo. El 12 de setembre, De Minaur, Paul i Nadal van renunciar a participar en la competició per lesió, i van ser substituïts per Francisco Cerúndolo, Thanasi Kokkinakis i Grigor Dimitrov.
| Equip Europa               | Equip Europa |
| -------------------------- | ------------ |
| Capità: Björn Borg         |              |
| Sotscapità: Thomas Enqvist |              |
| Tennista                   | Rànquing     |
| Alexander Zverev           | 2            |
| Carlos Alcaraz             | 3            |
| Daniïl Medvédev            | 5            |
| Casper Ruud                | 9            |
| Rafael Nadal               | 9RP(154)     |
| Grigor Dimitrov            | 10           |
| Stéfanos Tsitsipàs         | 12           |
| Flavio Cobolli             | 32           |
| Jan-Lennard Struff         | 37           |

| Equip Món                   | Equip Món |
| --------------------------- | --------- |
| Capità: John McEnroe        |           |
| Sotscapità: Patrick McEnroe |           |
| Tennista                    | Rànquing  |
| Taylor Fritz                | 7         |
| Alex de Minaur              | 11        |
| Tommy Paul                  | 13        |
| Frances Tiafoe              | 16        |
| Ben Shelton                 | 17        |
| Alejandro Tabilo            | 22        |
| Francisco Cerúndolo         | 31        |
| Thanasi Kokkinakis          | 78        |

|  | Suplent |

* Rànquing individual a dia 19 de setembre de 2022

## Partits
| Dia | Data           | Equip Europa                      | Puntuació | Equip Món                      | Marcador            | Acumulat |
| --- | -------------- | --------------------------------- | --------- | ------------------------------ | ------------------- | -------- |
| 1   | 20 de setembre | Casper Ruud                       | 0 − 1     | Francisco Cerúndolo            | 6−4, 6−4            | 0 − 1    |
| 1   | 20 de setembre | Stéfanos Tsitsipàs                | 1 − 0     | Thanasi Kokkinakis             | 6−1, 6−4            | 1 − 1    |
| 1   | 20 de setembre | Grigor Dimitrov                   | 1 − 0     | Alejandro Tabilo               | 7−6(4), 7−6(2)      | 2 − 1    |
| 1   | 20 de setembre | Carlos Alcaraz / Alexander Zverev | 0 − 1     | Taylor Fritz / Ben Shelton     | 7−6(5), 6−4         | 2 − 2    |
| 2   | 21 de setembre | Daniïl Medvédev                   | 0 − 2     | Frances Tiafoe                 | 3−6, 6−4, [10−5]    | 2 − 4    |
| 2   | 21 de setembre | Carlos Alcaraz                    | 2 − 0     | Ben Shelton                    | 6−4, 6−4            | 4 − 4    |
| 2   | 21 de setembre | Alexander Zverev                  | 0 − 2     | Taylor Fritz                   | 6−4, 7−5            | 4 − 6    |
| 2   | 21 de setembre | Casper Ruud / Stéfanos Tsitsipàs  | 0 − 2     | Ben Shelton / Alejandro Tabilo | 6−1, 6−2            | 4 − 8    |
| 3   | 22 de setembre | Carlos Alcaraz / Casper Ruud      | 3 − 0     | Ben Shelton / Frances Tiafoe   | 6−2, 7−6(6)         | 7 − 8    |
| 3   | 22 de setembre | Daniïl Medvédev                   | 0 − 3     | Ben Shelton                    | 6−7(6), 7−5, [10−7] | 7 − 11   |
| 3   | 22 de setembre | Alexander Zverev                  | 3 − 0     | Frances Tiafoe                 | 6−7(5), 7−5, [10−5] | 10 − 11  |
| 3   | 22 de setembre | Carlos Alcaraz                    | 3 − 0     | Taylor Fritz                   | 6−2, 7−5            | 13 − 11  |